# Korong utca
A Korong utca Budapest XIV. kerületének egyik mellékutcája. A Mexikói út és a Róna utca között húzódik. Nevét 1910-ben kapta.

## Története
A Fővárosi Közmunkák Tanácsa 1910. november 22-i határozatai alapján az Erzsébet királyné útjával párhuzamos és az Amerikai útat követő addig névtelen utcák a Korong utca nevet kapták a VII. kerületben. A téves elnevezést egy decemberi határozatban oldották meg. Az utóbbi utca nevét Laky Adolf utcára változtatták. Laky Adolf két hónappal korábban hunyt el és az utcában volt a nyaralója.
1932. június 14-én – az utcában lakók akarata ellenére – Belső Kerékgyártó utcára változtatták a nevét. A heves tiltakozások miatt november 15-én hivatalosan visszakapta a Korong utca nevet.
Az utca 1935. június 15-én az újonnan létrehozott XIV. kerület része lett. Az utca egésze Herminamező városrészhez tartozik.
Nevének eredete bizonytalan. Egyes források szerint a ma Szlovéniában található, egykori Vas vármegyei Korong település a névadó, de erre nincs bizonyíték. Buza Péter szerint nincs semmilyen magyarázat a Korong elnevezés okára.

### Híres lakói
- Arany Dániel (1863–1944) matematikus, tanár (6.)
- Balla Aladár (1867–1935) ügyvéd, politikus (32.)
- József Attila (1905–1937) költő (6.)
- Krisztián Sándor (1876–1940) szobrász (15.)
- Virágh Gyula (1875–1965) ügyvéd (32.)

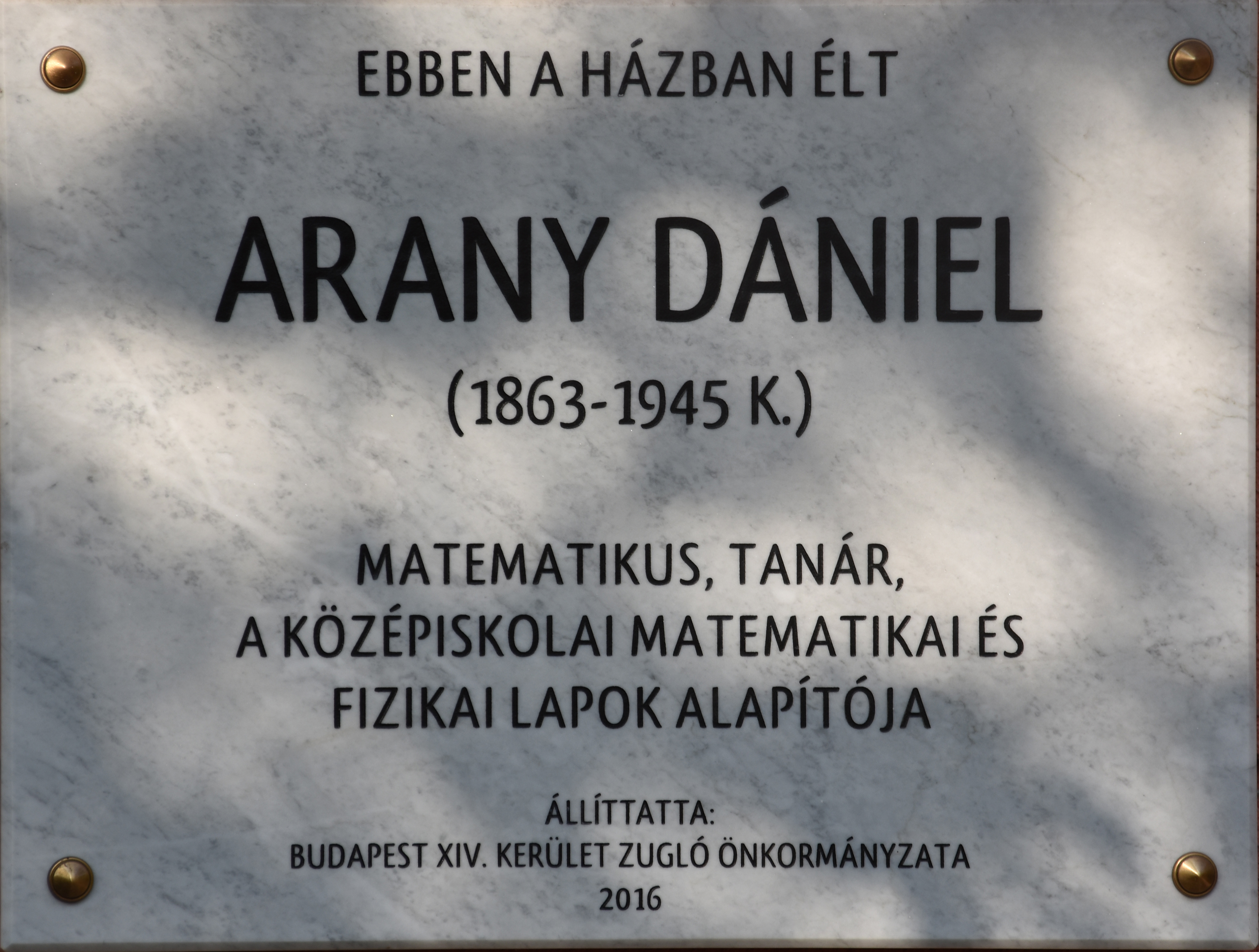
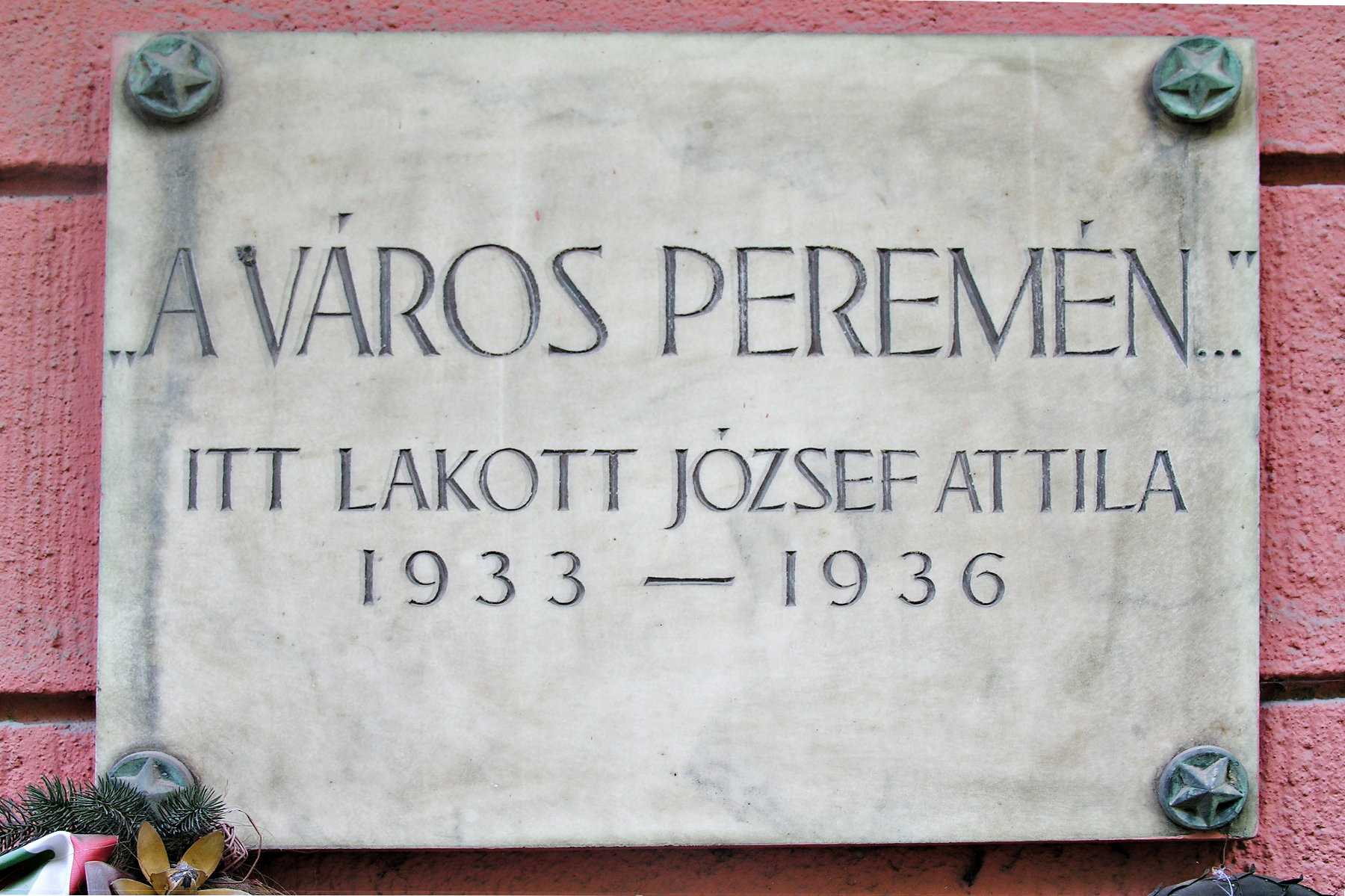

## Épületei
2–4. – Mozgásjavító általános iskola és nevelőotthon (Mexikói út 59–60. is)
1905 és 1908 között épült Weschelmann Ignác és Neuschloss Zsófia hagyatékából, Lajta Béla terve alapján a Vakok Intézetének. 1952 óta a Mozgásjavító általános iskola és nevelőotthon működik benne.
6. – Ház
1933 és 1936 között a kertre néző manzárd lakásában lakott József Attila (1905–1937). Ugyanebben a házban élt Arany Dániel (1863–1944) matematikus.
15. – Krisztián Sándor műteremháza
Az 1910-es években épült Krisztián Sándor (1876–1940) szobrász családi és műteremháza.
27. – Bérvilla
Helyi védettségű bérvilla.
29. – Villa
1910-es években épült villa Virág Sándor MÁV főellenőr számára. A villa helyi védettségű.
32–34. – Ikervilla
1903-ban épült ikervilla Somogyi László megbízásából. Az 1910-es években Balla Aladár és Virágh Gyula ügyvédek tulajdonában volt. 1928-ban jelentősebb átépítésen esett át. A ház helyi védettségű.